# Die Hollies
Die Hollies ist ein deutscher Kinderfilm aus dem Jahr 2003. Er basiert auf dem Graslöwen, einer Identifikationsfigur für Kinder, die diesen das Thema Umweltschutz nahebringen soll.

## Handlung
Ein Außerirdischer landet im Schlafzimmer des Jungen Sven Ladewig. Zunächst glaubt Sven zu träumen, als er ein Hologramm seines Stoffhasen sieht. Doch schon bald erkennt er, dass dies ein Außerirdischer ist. Der Außerirdische nennt sich Holli. Er hat die Gestalt der ersten Figur angenommen, die er bei seiner Ankunft auf der Erde gesehen hat. Zur Rückkehr auf seinen Planeten benötigt er Energie und muss außerdem seine Kameraden wiederfinden.
Die Energie bezieht Holli aus gesunden Lebensmitteln. Diese müssen frisch sein und aus der Region kommen und sie sollen auch mit möglichst wenig Energie hergestellt und transportiert werden.
Im Verlauf der Handlung trifft Sven auf Lisa, die ebenfalls einen Holli hat. Gemeinsam erfahren sie viel über gesunde Ernährung und finden den Weg zum letzten Holli. So können diese die Erde wieder verlassen.

## Kritik
„Abenteuerlicher (Fernseh-)Fantasiefilm für Kinder, der seine weitgehend unterhaltsame Geschichte mit einigen pädagogischen Schlenkern serviert und die Habgier Erwachsener durch den Kakao zieht.“